# Mostratinget
Mostratinget var et tingmøde som blev holdt ved Moster kirke, på Moster i Bømlo i 1024. Her fremlagde kong Olav den hellige og biskop Grimkjell kristenretten som de i samråd med frie bønder på tinget fik vedtaget. Senere blev det også vedtaget på de forskellige lagting, og kan dermed regnes som den formelle indføring af kristendommen som national religion i Norge. Mostratinget er nævnt i de ældste norske lovtekster, blandt andet fire gange i Gulatingsloven og i Frostatingsloven. Det første kapitel i Gulatingsloven var selve vedtagelsen af kristningen fra Olav Tryggvasons tid.
Mostratinget danner rammen omkring den anden del af det årlige sagaspil «Kristkongane på Moster», som også går under navnet «Mostraspelet» og er skrevet af Johannes Heggland. 
Ved Moster Amfi står en sten, som Kong Olav V, Kong Harald V og Dronning Sonja har ridset deres navne  ind i. 
Foran Moster gamle kirke står det tre mindesten for Olav Tryggvason (som holdt messe på Moster i 995), Biskop Grimkjell og Olav Haraldsson (som satte kristenretten på Mostratinget i 1024). Mindestenene blev afsløret i 1979 af kong Olav V.